# モンテメッツォ
モンテメッツォ（伊: Montemezzo）は、イタリア共和国ロンバルディア州コモ県にある、人口約200人の基礎自治体（コムーネ）。

## 地理

### 位置・広がり
コモ県北部のコムーネ。村役場の所在するブラーノ集落は、県都コモから北北東へ47km、州都ミラノから北へ81kmの距離にある。

#### 隣接コムーネ
隣接するコムーネは以下の通り。括弧内のSOはソンドリオ県所属を示す。
- ジェーラ・ラーリオ
- サモーラコ (SO)
- ソーリコ
- トレッツォーネ
- ヴェルカーナ

### 地震分類
イタリアの地震リスク階級 (it) では、4 に分類される
。

## 行政

### 山岳部共同体
広域行政組織である山岳部共同体「ヴァッリ・デル・ラーリオ・エ・デル・チェレージオ山岳部共同体」 (it:Comunità montana Valli del Lario e del Ceresio) （事務所所在地: グラヴェドーナ・エドゥニーティ）を構成するコムーネの一つである。

### 分離集落
モンテメッツォには、以下の分離集落（フラツィオーネ）がある。
- Burano, Selva, Piazzolo, Cerceno, Montalto